# Trajno vegetativno stanje

Trajno vegetativno stanje dugotrajno je stanje poremećaja svijesti s očuvanom budnošću bez svijesti o okolini. Nastaje kao posljedica teške disfunkcije polutki velikog mozga uz očuvanost diencefalona, moždanog debla, autonomnog živčanog sustava, te očuvanih motoričkih refleksa i ritma budnost – spavanje. Bolesnici mogu imati očuvane složene reflekse, koji uključuju pokrete očiju, zijevanje, nevoljne pokrete na bolni podražaj, ali ne pokazuju nikakvu svijest o sebi ili svojoj okolini. Dijagnoza se postavlja na temelju kliničke slike, a ovisi o trajanju takvog stanja. Prognoza je loša, a liječenje potporno. 
Za razliku od komatoznih bolesnika, bolesnici u vegetativnom stanju mogu otvoriti oči i imaju očuvan ciklus budnost-spavanje, ali kao i oni u komi, nemaju osjećaj svijesti o svojoj okolini. Funkcija hipotalamusa i moždanog debla dovoljna je za preživljavanje, ako je potrebna odgovarajuća medicinska njega.
Vegetativno stanje je kronično ili dugotrajno stanje. Ovo se stanje razlikuje od kome: koma je stanje u kojem postoji nedostatak svijesti i budnosti. Bolesnici u vegetativnom stanju mogu se probuditi iz kome, ali još nisu došli svijesti. U vegetativnom stanju pacijenti mogu povremeno otvoriti kapke i pokazivati cikluse spavanja i budnosti, ali potpuno im nedostaje kognitivna funkcija. Vegetativno stanje naziva se i "komatozna budnost". Šanse za vraćanje svijesti značajno se smanjuju kako se produžava vrijeme provedeno u vegetativnom stanju.
Trajno vegetativno stanje je u standardnoj uporabi medicinska dijagnoza, postavljena nakon brojnih neuroloških i drugih testova, da zbog opsežnog i ireverzibilnog oštećenja mozga, pacijent vjerojatno nikada neće postići višu funkciju od vegetativnog stanja. Ova dijagnoza ne znači da je liječnik dijagnosticirao poboljšanje kao nemoguće. Neslužbene smjernice sugeriraju da se ova dijagnoza može postaviti nakon četiri tjedna u vegetativnom stanju. 
Oporavak iz vegetativnog stanja rijedak je nakon 3 mjeseca ako oštećenje mozga nije traumatsko, ili nakon 12 mjeseci ako je oštećenje mozga traumatsko. U najboljem slučaju, oporavak uključuje umjerenu do tešku onesposobljenost. Rijetko, poboljšanje nastupa kasno; nakon 5 godina oko 3% pacijenata može ponovno steći sposobnost komunikacije i razumijevanja, ali je povratak samostalnosti u svakodnevnom funkcioniranju još rjeđi.
Mnogi pacijenti u postojanom vegetativnom stanju umiru unutar 6 mjeseci od upale pluća, infekcije mokraćnog sustava, općeg zatajenja sustava ili iznenadne smrti nepoznatog uzroka. Za druge je očekivano vrijeme preživljavanja oko 2 do 5 godina, iako neki pacijenti mogu živjeti nekoliko desetljeća.
Liječenjem se nastoje spriječiti sustavni poremećaji (npr. upala pluća, infekcije mokraćnog sustava), osigurati dobra prehrana, spriječiti ozljede kože (dekubitus) te provesti fizikalna terapija za sprječavanje kontraktura. Bolesnici ne mogu osjetiti bol, ali mogu refleksno motoričkim odgovorom reagirati na bolni podražaj.